# Bir Bou Haouch
Bir Bou Haouch est une commune de la wilaya de Souk Ahras en Algérie.

## Géographie

### Situation
Le territoire de la commune de Bir Bou Haouch se situe à l'ouest de la wilaya de Souk Ahras.
| ? (Wilaya d'Oum El Bouaghi) | Zouabi          | Sedrata         |
| ? (Wilaya d'Oum El Bouaghi) | Bir Bou Haouch  | Safel El Ouiden |
| ? (Wilaya d'Oum El Bouaghi) | Safel El Ouiden | Safel El Ouiden |

### Localités de la commune
La commune de Bir Bou Haouch est composée de neuf localités :
- Aïn Lahloua
- Bir Bou Haouch
- Bir El Henchir
- Boukhamia
- Dharet El Bir
- Kef Belel
- Maargueb et Saâd Lahmar
- Meboudja
- Ras Ghouchane

## Histoire
Bir-Bou-Houch, originellement mechta des Medhakria (famille Medkour selon la transcription en français) s’étend sur un territoire de plusieurs km2 limité à l'est par l'oued El Ghodrane et à l'ouest par l'oued Dahmane également connu sous le nom  de oued La’athamnia par référence à ses habitants les Athamnia qui sont apparentés aux Medkour. La région, traversée par la route Sédrata Aïn-Beïda, était connue par ses nombreuses fermes agricoles dont quatre ou cinq grandes appartenaient aux trois principales familles “Medkour” (les Messaadia,les Jbablia et les Zouaoulas). Dans les années 1948-50 fut créé un  Secteur d'Amélioration Rurale (SAR) qui se résumait en une ferme pilote employant quelques ouvriers agricoles et une petite école d'une seule classe  où les enfants des localités voisines (en majorité des garçons à deux exceptions près) se rendaient à pied ou à dos d’âne quelles que fussent les conditions météorologiques si souvent extrêmes. L’école  fonctionna à peine une année, fermant ses portes dès 1955 avec le départ de l'instituteur français pour cause d'insécurité. Très tôt, à cause de la situation géographique (route et réseau de pistes), l'armée française y installa un poste militaire une SAS (section administrative spécialisée) dans le but de contrôler la population civile afin de tenter de réduire le soutien logistique aux moudjahidines et de leur couper la route vers le djebel Zouabi. Comme dans toutes autres SAS créés à travers l’ensemble du pays, les habitants des douars limitrophes de Bir Bou Haouch furent regroupés de force et soumis à une stricte administration militaire où le commandement était exercé  par des officiers français spécialisés dans l’action psychologique secondés par des harkis (goumiers comme ils étaient appelés à l’Est du pays). Les SAS étaient connues pour être de sinistres camps de la mort où s’exerçaient à profusion tortures et exécutions sommaires.

Après l’indépendance (juillet 1962) l’afflux de populations alentour au lieu de diminuer avait continué et rapidement Bir-Bou-Houch qui à l’origine relevait de la commune de Sédrata était élevé au rang administratif de délégation communale. L’exode rurale s’étant amplifiée pour de multiples raisons (électricité, école, petits commerces, santé, services administratifs et aussi réforme agraire...), le petit village agricole de Bir-Bou-Houch deviendra rapidement  une agglomération urbaine de plusieurs milliers d'âmes élevée en daïra (district) à la suite du découpage administratif de 1991.
Quelle est l’origine de ce nom énigmatique de Bir Bou Haouch qui signifierait littéralement puits avec cour? Selon certains il s’agirait d’un bassin de forme rectangulaire "haouch" en pierres de taille datant de l'époque numide ou romaine. Une théorie fort plausible sachant que cette région de l’Est algérien fut un barycentre à la fois pour la Numidie de Macinissa  et pour la présence romaine comme en témoignent les nombreuses cités  romaines (Thagaste, Theveste, Marcimani …correspondant aux actuels Souk Ahras, Tebessa, Aïn-Beïda).
Douar Bir Bou Haouch était donc à l’origine le fief des Medkour qui constituent une des composantes de la tribu des Ouled Khanfar (Ah Khanfar" en chaoui), amazigh de l'est algérien qui fait elle-même partie de la Confédération des Haractas qui regroupe un ensemble de tribus partageant un même espace territorial, linguistique, économique, social et même politique. Le mode d’organisation et de fonctionnement autonome et décentralisé de cet ensemble remonte à la haute Antiquité. Les Haractas, au singulier Harkati, descendent de Harkat le premier chef de cette Confédération qui compte quatre composantes principales du nom des quatre fils du fondateur Harkat  à savoir Khanfar, Amara, Saïd et Siouane. Ce sont donc les quatre grandes tribus des Ouled Khanfar, Ouled Amara, Ouled Said, Ouled Siouane. Autour de ce noyau principal gravitaient des groupuscules alliés en cas de besoin en situation de belligérance avec d’autres grandes tribus comme les Nemmemchas ou les Seg’nias. On les désignait sous le vocable de  Kherarba  Chraga ou Ghraba et occupaient des zones tampons à l'est et à l'ouest du territoire harkati. La Confédération des Haractas avait et a encore pour capitale Ain-Beida, l’antique Mercimani romaine.
Les Confédérations de tribus berbères étaient contrôlées par les Romains pour prévenir les rébellions des populations locales mais elles disposaient à l'intérieur de leurs limites territoriales, plus ou moins définies, d'une large autonomie pour ne pas dire indépendance. Les Haractas sont donc des Berbères chaouis descendant des Berbères numides, dont la présence dans cette région remonte à la haute Antiquité et même au Paléolithique, jusqu'à 9000 ans av. J.-C. Pour résumer disons simplement que Les Chaouias ou Chaouis, comme toutes les autres composantes berbères de l’Algérie, ont constamment été aux avant-postes de la résistance aux multiples envahisseurs.
Comme déjà dit le territoire de la Confédération des Haractas était très vaste. Il s'étendait au sud de M'toussa près de Khenchela, El Maadher et Chemorra près de Batna, au mont de Halloufa près de Tébessa (Theveste la romaine) à l'est jusqu'à Laouinet, à l'ouest jusqu'à M'dourouch (ancienne Madaure) et au nord jusqu'à Ain Fakroun et même jusqu'à Sigus. Ce territoire chevauche actuellement sur cinq wilayas (provinces). 
Relatons quelques  brèves épopées des Haractas face aux envahisseurs :
. Guerres incessantes contre les Romains, les Carthaginois,les Byzantins (Massinissa,Jughurta)
. Guerres contre les invasions arabes (Koceila, Dihina connue sous Kahina) 
. Guerres contre l’envahisseur français aux côtés du Bey Ahmed de Constantine. En représailles à la révolte de 1852 contre les Français  les  Haractas furent déplacés, dépossédés de tous leurs biens : terres, récoltes, cheptel. Ils furent réduits à une pauvreté extrême. À titre d’illustration de ces confiscations par l’armée des envahisseurs français des historiens citent cet exemple frappant de 56.000 moutons saisis et envoyés comme prise de guerre  vers Constantine. Le troupeau s'étalait sur près de 26 kilomètres d'Ain Beida à Oum El Bouaghi. Malgré ses multiples exactions l’occupant français n’avait jamais réussi à vaincre l’attachement inébranlable des Haractas  à leurs valeurs, à leurs traditions, à leur religion.